# Na ostrie
Pour plus de détails, voir Fiche technique et Distribution.
Na ostrie (На острие) est un film russe réalisé par Édouard Bordoukov, sorti en 2020,,,.

## Fiche technique
- Photographie : Mikhaïl Milachine
- Musique : Oleg Belov, Dmitri Emelianov
- Décors : Denis Issaïev, Nadine Deï
- Montage : Alexandre Kochelev, Ekaterina Pivneva